# Chaunax
Chaunax là một chi cá biển thuộc họ Chaunacidae trong bộ Cá vây chân. Các loài trong chi này được tìm thấy ở các vùng biển nhiệt đới và cận nhiệt đới thuộc Ấn Độ Dương, Thái Bình Dương và Đại Tây Dương. Hầu hết chúng sống ở độ sâu hơn 100 m.

## Các loài
Có 25 loài được công nhận trong chi này:
- Chaunax abei (Danois, 1978)
- Chaunax africanus (Ho & Last, 2013)[2]
- Chaunax apus (Lloyd, 1909)
- Chaunax atimovatae (Ho & Ma, 2016)[3]
- Chaunax brachysomus (Ho, Kawai & Satria, 2015)[4]
- Chaunax breviradius (Danois, 1978)
- Chaunax endeavouri (Whitley, 1929)
- Chaunax fimbriatus (Hilgendorf, 1879)
- Chaunax flammeus (Danois, 1979)
- Chaunax flavomaculatus (Ho, Roberts & Stewart, 2013)[5]
- Chaunax gomoni (Ho, Kawai & Satria, 2015)[4]
- Chaunax heemstraorum (Ho & Ma, 2016)[3]
- Chaunax hollemani (Ho & Ma, 2016)[3]
- Chaunax latipunctatus (Danois, 1984)
- Chaunax mulleus (Ho, Roberts & Stewart, 2013)[5]
- Chaunax multilepis (Ho, Meleppura & Bineesh, 2016)[6]
- Chaunax nebulosus (Ho & Last, 2013)[2]
- Chaunax nudiventer (Ho & Shao, 2010)[7]
- Chaunax penicillatus (McCulloch, 1915)
- Chaunax pictus (Lowe, 1846)
- Chaunax reticulatus (Ho, Roberts & Stewart, 2013)[5]
- Chaunax russatus (Ho, Roberts & Stewart, 2013)[5]
- Chaunax stigmaeus (Fowler, 1946)
- Chaunax suttkusi (Caruso, 1989)
- Chaunax umbrinus (Gilbert, 1905)